# Archeria
Archeria es un género  de plantas fanerógamas perteneciente a la familia Ericaceae.  Comprende 7 especies descritas y de estas, solo 6 aceptadas.
Es el único género de la tribu Archerieae.

## Taxonomía
El género  fue descrito por Joseph Dalton Hooker y publicado en Flora Tasmaniae 1: 262. 1857. species

## Especies aceptadas
A continuación se brinda un listado de las especies del género Archeria aceptadas hasta febrero de 2014, ordenadas alfabéticamente. Para cada una se indica el nombre binomial seguido del autor, abreviado según las convenciones y usos.
- Archeria combrei
- Archeria eriocarpa Hook.f.
- Archeria hirtella Hook.f.
- Archeria racemosa Hook.f.
- Archeria serpyllifolia Hook.f.
- Archeria traversii Hook.f.